# Institut supérieur international du parfum, de la cosmétique et de l'aromatique alimentaire
Institut supérieur international du parfum, de la cosmétique et de l'aromatique alimentaire (ISIPCA) er en fransk skole. Sammen med Université de Versailles-Saint-Quentin-en-Yvelines tilbyder skolen bachelorgrad-program og mastergrad-program.
Skolen blev oprettet i 1970 - Institut supérieur international du parfum (ISIP). 1984 var navnet, Institut supérieur international du parfum, de la cosmétique et de l'aromatique alimentaire, og har i dag omkring 500 studerende. 